# Америчко удружење психолога
Америчко удружење психолога (енгл. American Psychological Association; APA) је највећа научна и професионална организација психолога у САД и највеће удружење психолога на свијету. Удружење има око 152.000 чланова укључујући научнике, едукаторе, консултанте и студенте. Америчко удружење психолога се често мијеша са Америчким удружењем психијатара, које такође користи скраћеницу APA.

## Историја и мисија
Америчко удружење психолога основано је у јулу 1892. на универзитету Кларк. Удружење тренутно има 54 филијале и повезано је са 60 државних, обласних и канадских провинцијских удружења.
Мисија Америчког удружења психолога је да унаприједи стварање, комуникацију и примјену психолошког знања у циљу развоја друштва и побољшања живота људи.

## Употреба звања „психолог“
Политика друштва о критеријумима за употребу звања „психолог“ садржана је у Општим смјерницама за пружаоце психолошких услуга. Према овим смјерницама, психолог је онај ко има докторат из психологије на организованом програму у оквиру регионално акредитованог универзитета или професионалне школе.

## Публикације
Званични часопис Америчког удружења психолога је American Psychologist, међутим удружење издаје још 74 специјализована часописа, укључујући:

## 
АПА одржава базу апстраката (скраћених текстова) под називом PsycINFO. Ова база садржи податке од којих неки потичу чак из 1800, а ту спадају чланци из стручних часописа, дијелови књига, комплетне књиге, технички извјештаји и дисертације из психологије. До јануара 2010 PsycINFO је прикупио податке из 2457 часописа.

## Контроверзе

### Репаративна терапија
Удружење је 1973. године саопштило да хомосексуалност није ментални поремећај. Постоји забринутост међу стручњацима за ментално здравље да промоција такозване репаративне или конверзионе терапије (conversion therapy) сама по себи наноси штету, јер шири нетачне информације о сексуалној оријентацији. Већина медицинских организација критикује репаративну терапију, и ниједна позната медицинска организација не подржава такозвану репаративну терапију.